# Kongsbergs prosteri

Prosterier i Tunsbergs stift. Det gula området på kartan är Kongsbergs prosteri.

Kongsbergs prosteri (norska: Kongsberg prosti) är ett kontrakt (prosteri, norska: prosti) i Tunsbergs stift inom Norska kyrkan. Kontraktet omfattar kommunerna Flesberg, Kongsberg, Nore og Uvdal och Rollag i Buskerud fylke i södra Norge.

## Socknar
Kongsbergs prosteri består av 13 socknar (norska: sokn eller sogn) inom fyra kyrkliga samfälligheter (norska: kirkelige fellesråd), motsvarande kommunerna:

### Flesbergs kyrkliga samfällighet
- Flesbergs socken
- Lyngdals socken
- Svene socken

### Kongsbergs kyrkliga samfällighet
- Efteløts socken
- Hedenstads socken
- Komnes socken
- Kongsberg og Jondalens socken
- Tufts socken

### Nore og Uvdals kyrkliga samfällighet
- Nore socken
- Tunhovds socken
- Uvdals socken

### Rollags kyrkliga samfällighet
- Rollags socken
- Veggli socken